# Commission des écoles protestantes du Grand Montréal

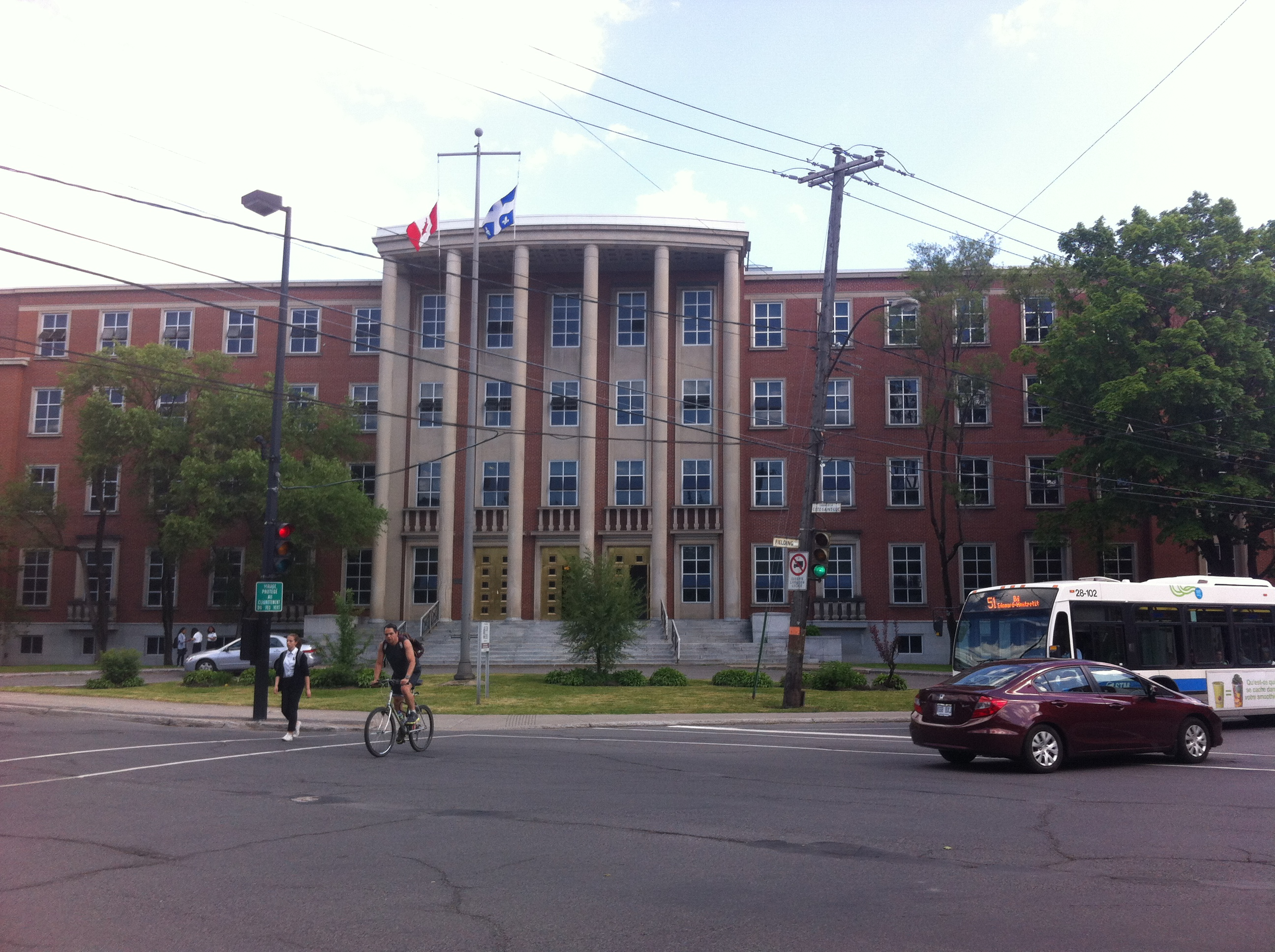
Siège au 6000 Fielding

La Commission des écoles protestantes du Grand Montréal (CEPGM) est une ancienne commission scolaire de Québec qui avait son siège à Montréal et gérait des écoles protestantes en français et en anglais.
Elle a été supprimée le 1er juillet 1998 par la réforme Marois pour laïciser les écoles publiques montréalaises.
Ainsi, la Commission des écoles protestantes du Grand Montréal fut fusionnée avec Commission des écoles catholiques de Montréal; la loi sur l'instruction publique ayant été modifiée.

Aujourd'hui, les commissions scolaires sont séparées non plus en fonction de la religion mais en fonction de la langue. La commission scolaire de Montréal, (CSDM), la commission scolaire Marguerite-Bourgeoys (CSMB), et la Commission scolaire de la Pointe-de-l'Île sont francophones alors que la Commission scolaire English-Montréal et la Commission scolaire Lester-B.-Pearson sont anglophones.